# Chilometro zero

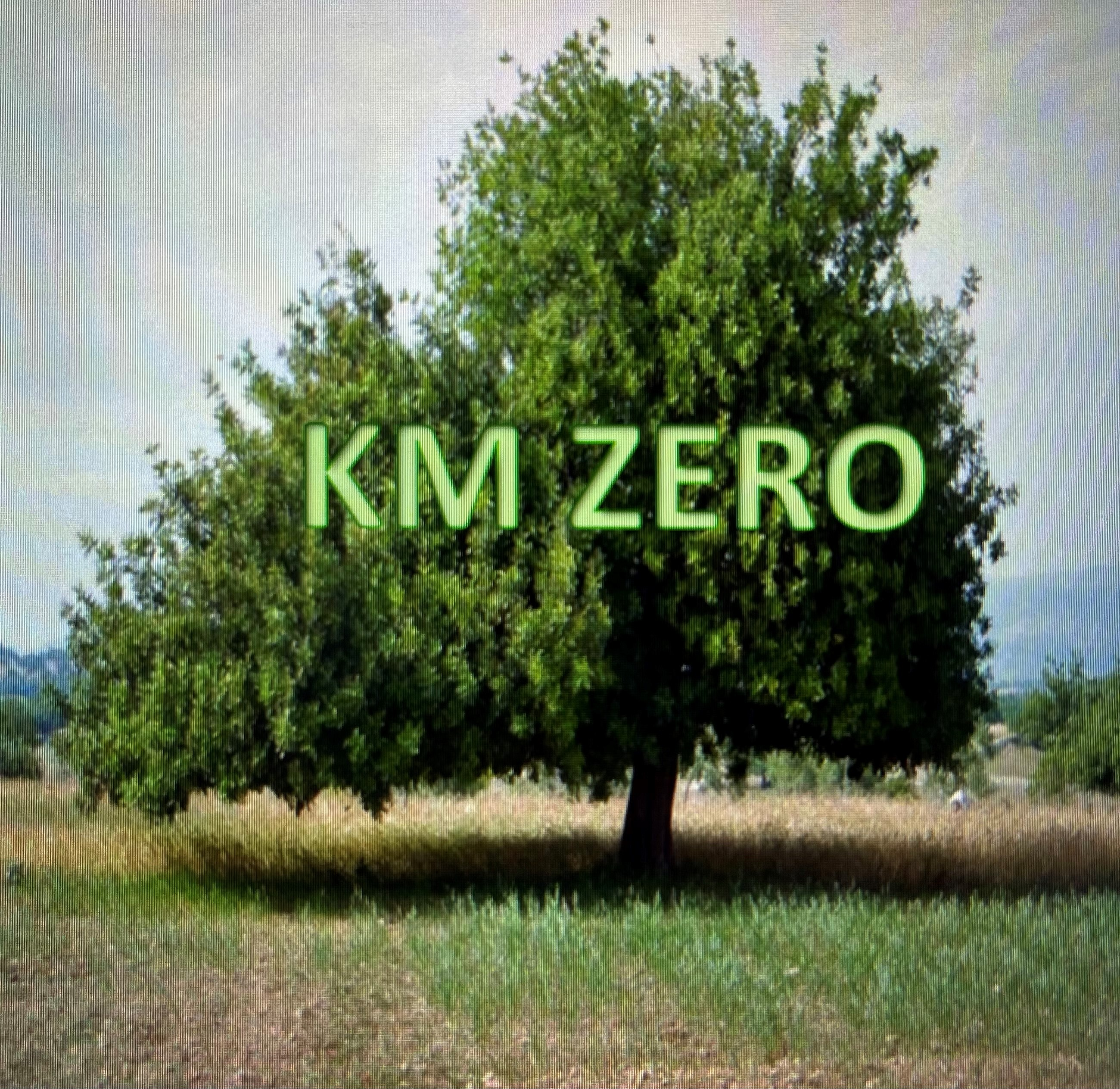

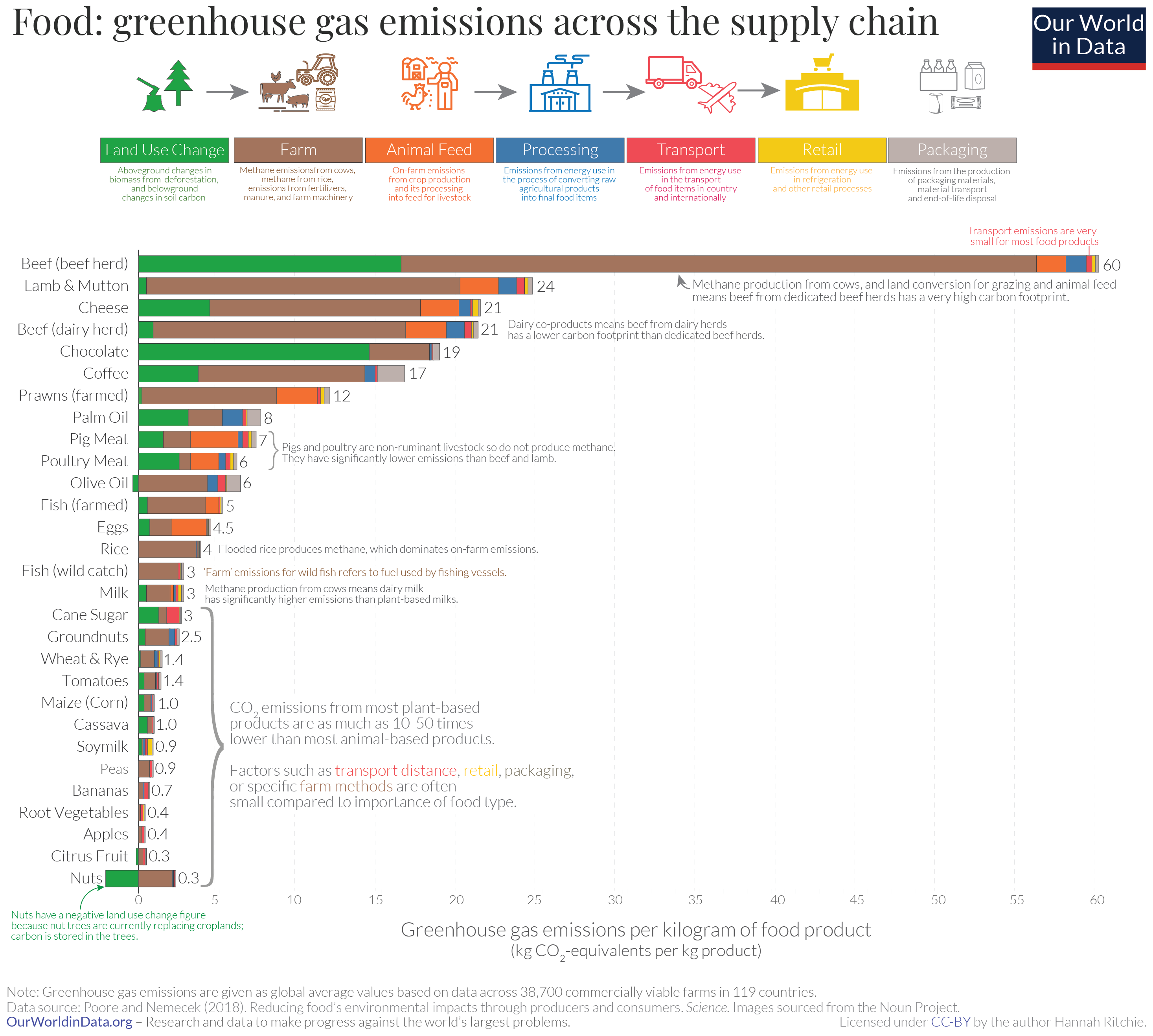
I trasporti (in rosso) rappresentano solo una minima parte delle emissioni di gas serra del settore alimentare.

In economia e in particolare nel settore agroalimentare, il chilometro zero identifica una politica economica o commerciale che predilige i prodotti locali o comunque i prodotti che nella loro filiera produttiva percorrono pochi chilometri, riducendo così l'impatto ambientale causato dal trasporto degli stessi. Il concetto di chilometro zero viene spesso abbinato ad altre pratiche come quelle di agricoltura biologica, agricoltura sostenibile e di agricoltura sociale, che hanno in comune il tentativo di introdurre principi etici alla filiera produttiva, e di opporsi agli effetti più nocivi della globalizzazione economica.
Un concetto correlato ma distinto è quello di turismo a chilometri zero, che qualifica una tipologia di vacanze nel raggio di 70 km dalla propria residenza abituale, sempre con l'obiettivo di ridurre l'impatto ambientale causato dai mezzi di trasporto.

## Panoramica

### Prodotti agricoli

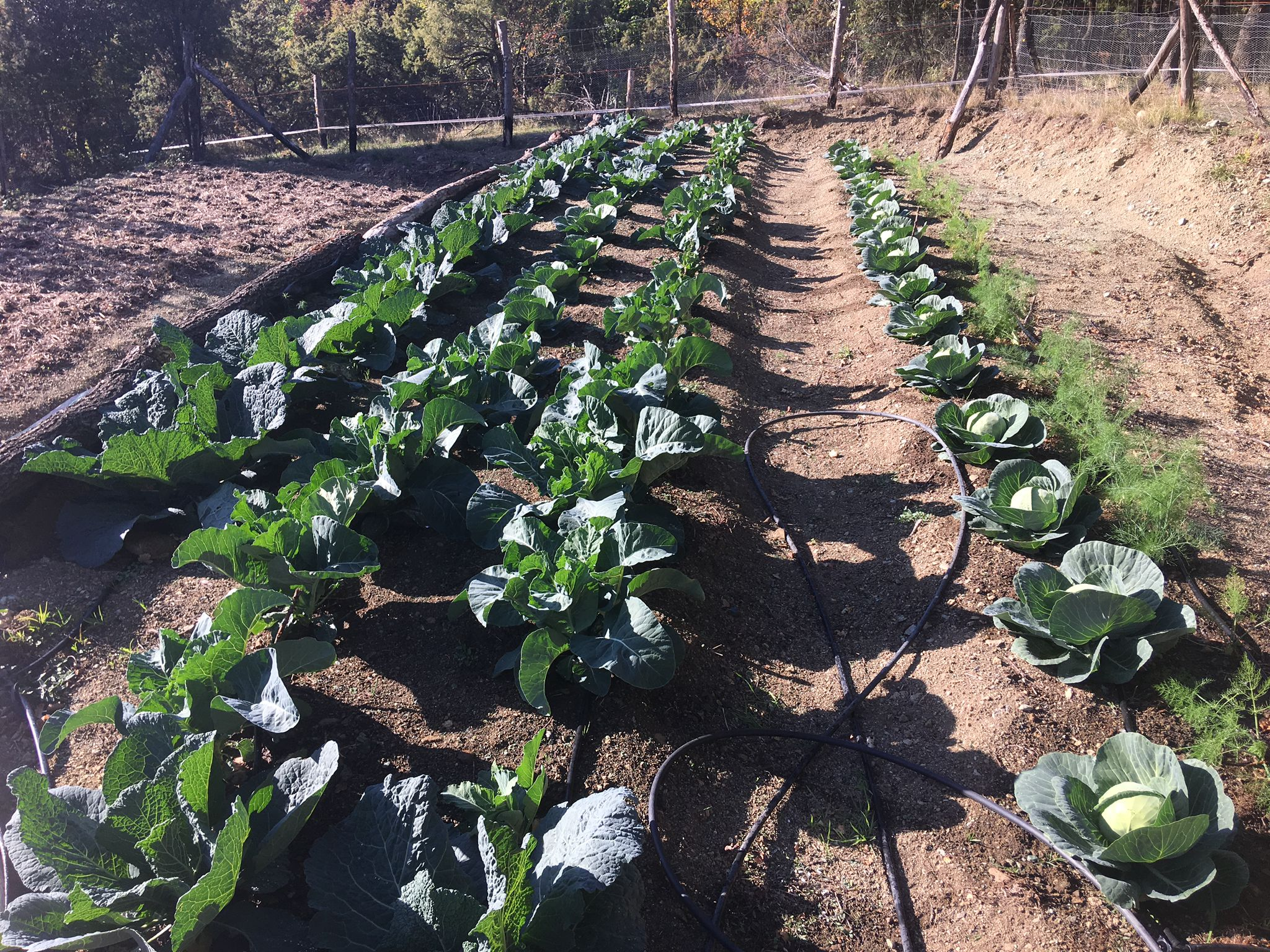
Prodotti agricoli

Nel caso dei prodotti agricoli, dicendo che un prodotto è "a chilometri zero" s'intende dire che, per arrivare dal luogo di produzione a quello di vendita e consumo, esso ha percorso il minor numero di chilometri possibile. La diffusione di questi prodotti è legata spesso al proposito di ridurre, attraverso le proprie pratiche di consumo, l'impatto ambientale che il trasporto di un prodotto comporta: in particolare le pratiche di produzione, distribuzione e consumo riducono l'emissione di anidride carbonica, che incrementa il livello d'inquinamento.
Secondo questa filosofia risulta vantaggioso consumare prodotti locali in quanto accorciare le distanze significa aiutare l'ambiente, promuovere il patrimonio agroalimentare regionale e abbattere i prezzi, oltre a garantire un prodotto fresco, sano e stagionale. S'interrompe così quella catena legata alla grande distribuzione organizzata, che lavora con i grandi numeri, globalmente, e che annulla qualsiasi possibilità di rapporto tra consumatore e produttore. L'idea di prodotti "a chilometri zero", essendo sensibile alla riduzione dell'energia impiegata nella produzione, fa riferimento a una dimensione spaziale che si lega ad un uso consapevole del territorio, facendo riscoprire al consumatore la propria identità territoriale attraverso i prodotti locali. È un modo di opporsi alla standardizzazione del prodotto, che provoca l'aumento della produttività facendo però perdere la diversità.
Il sistema dei "chilometri zero" si esprime attraverso diversi canali: la modalità di vendita più diffusa è quella che si effettua tramite i distributori automatizzati, tipicamente situati nelle piazze o in altri luoghi pubblici. Molteplici sono gli spazi che vengono adibiti alla vendita diretta per gli agricoltori locali all'interno dei mercati comunali e rionali.

### Filiera corta
Con alimenti "a km zero" definiti anche a filiera corta (o canale corto o vendita diretta) si intendono tutti i prodotti locali che vengono venduti nelle vicinanze del luogo di produzione. Questi alimenti a km zero offrono la garanzia di freschezza, dato che vi è assenza di trasporto e di passaggio. 
La filiera corta punta a stabilire una relazione fra il consumatore e il produttore, questo attraverso varie modalità: ad esempio consumatori singoli o quelli che formano i cosiddetti “gruppi di acquisto” si rivolgono direttamente all’agricoltore o all’allevatore, per acquistare i loro prodotti; oppure, gli stessi produttori possono “aprire” i “farmer markets” cioè mercati locali.
La vendita diretta è dunque la massima espressione della filiera corta. L'obiettivo oltre a quello di fornire prodotti di qualità è quello di ridurre i costi del prodotto finale, così facendo tali costi gravano meno sia sul consumatore che sullo stesso produttore.
La filiera corta è una strategia di produzione molto utilizzata nel settore agricolo, soprattutto per quanto riguarda la produzione agricola locale, permettendo di avere frutta e verdura biologica. Rappresenta un valore aggiunto per le aziende alimentari in quanto assicurano un'altissima qualità dei prodotti e spesso sono espressione del territorio in cui nascono, sono eccellenze gastronomiche o comunque alimenti che non vengono venduti nella grande distribuzione. 

#### Gruppi di acquisto solidale
I gruppi di acquisto solidale sono associazioni senza scopo di lucro. Queste realtà associative nascono a partire dagli anni sessanta. Il loro fine era quello acquisto e distribuzione di prodotti a filiera corta. I due aspetti fondamentali erano la qualità del prodotto e la determinazione di un prezzo giusto che risponda alle esigenze sia del consumatore che del produttore.

## Origini del marchiochilometri zero
Da una analisi di Coldiretti nel 2017 è emerso che sei italiani su dieci preferiscono il consumo di prodotti a km zero. Questi risultati sono stati condivisi dal Ministro delle Politiche Agricole Maurizio Martina e migliaia di agricoltori insieme al presidente di Coldiretti Roberto Moncalvo e al presidente di Federalimentare Luigi Scordamaglia.
La nuova tendenza ad acquistare a km zero è dovuta a una maggiore attenzione verso il proprio benessere e per la propria salute. Inoltre, si denota una maggior volontà di valorizzare i prodotti locali del proprio territorio. La principale ragione per l'acquisto di prodotti a km zero è data dall’alta qualità dei prodotti che sono più freschi, saporiti e genuini.
Si chiama "progetto chilometro zero" (impropriamente, perché la forma corretta della locuzione dovrebbe essere "chilometri zero") l'operazione lanciata da Coldiretti Veneto attraverso la quale si vogliono convincere gestori di pubbliche mense, chef e grande distribuzione a proporre ai consumatori preferibilmente prodotti stagionali del territorio. Si trovano già i mercatini agricoli distribuiti sul territorio di molte regioni italiane, soprattutto al nord, dove tipicità vengono vendute senza intermediazioni, niente imballaggio e nessun costo di conservazione. Ne è dimostrazione il successo dei distributori automatici di latte crudo, sempre più diffusi perché favoriscono l'acquisto consapevole e la sicurezza del prodotto rintracciabile. Il Veneto è la regione che ha dato il via alla campagna per i "chilometri zero", divenendo una legge regionale, la n. 7 del 25 luglio 2008, la prima a livello nazionale nel suo genere.
Le finalità di tale legge, espressamente dichiarate nell'articolo 1, sono di incentivare l'utilizzo di prodotti locali nelle attività ristorative affidate ad enti pubblici, incrementando in tale maniera la vendita diretta da parte degli imprenditori agricoli.

### Km 0 nei ristoranti e la spesa a km 0
Negli ultimi anni il km 0 ha preso sempre più piede all'interno dei ristoranti che hanno deciso di adottare una proposta che fa riferimento esclusivamente a prodotti e alimenti coltivati nelle immediate vicinanze. Il ristorante a km 0, serve piatti preparati utilizzando esclusivamente prodotti locali e provenienti dalla filiera corta. Questo consente un pasto sostenibile e che non inquina. Inoltre, tutti gli alimenti utilizzati sono stati coltivati seguendo il ritmo delle stagioni, garantendo una naturalità senza pari anche nel processo di coltivazione. Di conseguenza, il menù che viene offerto cambia a seconda della stagione e dei prodotti che il territorio offre in quel determinato periodo dell’anno. Questo è uno degli aspetti che rende unici questi tipi di ristoranti. Questi alimenti non subiscono viaggi in autostrada e nei cassonetti per arrivare all'interno delle cucine. 
Gli obbiettivi principali sono:
1. Focus sulla qualità: mangiare pasti a chilometro zero significa ridurre il consumo di prodotti trasformati chimicamente, perché questi prodotti sono destinati a ridurre i trasporti e ottenere consumi più naturali e ragionevoli.
2. Fornire prodotti esclusivi: espandendo il tuo territorio, avrai prodotti che puoi trovare solo nella tua zona. Fai una ricerca su cosa sia un prodotto tipico e prova a trovare prodotti che i tuoi concorrenti non hanno.
3. Proteggi il territorio: per gli imprenditori enogastronomici puntare sulla cucina a chilometro zero significa anche tutelare il territorio. È possibile ottenere formalmente forniture dai produttori locali per incoraggiare il ripristino dell'agricoltura locale, creando così opportunità di lavoro.
4. Risaltare: per tutti coloro che amano la cucina sana e sostenibile e trovano questo tipo di identità (non più definito "ristorante"), una delle regole di inbound marketing più efficaci è quella di occupare una nicchia di mercato.

L'acquisto di prodotti a km 0 nei ristoranti permette di non sostenere dei costi aggiuntivi dal momento che è lo stesso produttore che si occupa della vendita e della distribuzione. Le modalità attraverso le quali è possibile acquistare o godere dei prodotti a km 0 sono diverse: ci sono i Gas, i gruppi di acquisto solidale, che consentono di effettuare un’ordinazione collettiva direttamente al produttore agricolo dividendo i costi di trasporto; ma puoi anche recarti ai mercati rionali o agricoli, in cui gli stessi agricoltori e allevatori si trovano per pubblicizzare la propria attività e far provare/vendere le proprie produzioni; o ancora, puoi scegliere di prendere la macchina e andare direttamente all’azienda agricola per scegliere e comprare il cibo dal luogo esatto in cui è stato coltivato e raccolto.
Oggi parlando di business a Km Zero significa prendere in considerazione produzione e commercio di generi alimentari, ma non solo: ristorazione, ricettività, turismo, nonché nuove attività o riscoperta di antichi mestieri, settori che rappresentano opportunità reali e compensano una crisi dei consumi che sembra stroncare la GDO.

### Alternative food Networks
Nel dibattito internazionale relativo ai food studies, si indicano come Alternative Food Networks (AFN) le reti agroalimentari alternative alla filiera convenzionale del cibo, strutturata a partire dalle esigenze della produzione agroindustriale e della grande distribuzione organizzata.
Queste reti assumono forme e significati molto differenti a seconda dell'aspetto territoriale, culturale ed economico nel quale prendono forma. Vengono solitamente identificate come AFN le pratiche caratterizzate da una prossimità fisica, organizzativa o valoriale tra produttori e consumatori. Fanno parte quindi, di questa categoria, i farmers’ market, i gruppi di acquisto solidale, la vendita diretta nelle aziende agricole, i food hub, ma anche le filiere lunghe del commercio equo e solidale.
La ricerca AFNIA 2014/2016 ha indagato la diffusione e le caratteristiche delle Alternative Food Networks in Piemonte, con un approccio che ha messo in relazione e ambisce ad integrare quattro prospettive differenti: quella sociologica, economica, territoriale-geografica, ambientale-agronomica.
- prospettiva economica: attraverso questa prospettiva sono state approfondite le determinanti della scelta dei produttori di vendere i prodotti attraverso gli AFN, la sostenibilità economica delle reti alternative e le motivazioni non economiche della preferenza di una parte dei consumatori per questo tipo di modalità di acquisto di cibo;
- prospettiva territoriale-geografica: ha mappato le reti agroalimentari alternative in Piemonte, approfondendo il loro possibile ruolo verso una ri-territorializzazione del sistema del cibo e nuove relazioni di prossimità tra aree urbane e aree rurali produttive;
- prospettiva sociologica: grazie alla quale si è smontato il concetto di qualità del cibo diffuso attraverso gli AFN, approfondendo il modo in cui la definizione che i consumatori danno di qualità influenza le pratiche di produzione e di distribuzione nelle reti alternative, con un riferimento specifico ai prodotti ortofrutticoli e alla carne;
- prospettiva ambientale-agronomica: attraverso la quale è stato valutato il reale impatto ambientale dell’intera filiera delle reti alternative, dalla produzione all’acquisto da parte dei consumatori finali, effettuando una comparazione con le pratiche convenzionali.

La ricerca è stata effettuata da un gruppo di studio dell’Università di Torino. 
Il territorio oggetto della ricerca è la regione Piemonte, con un focus sulla città di Torino ed il suo sistema territoriale del cibo.

## Normativa sulla vendita diretta e la sicurezza agro-alimentare
La vendita diretta dei prodotti agricoli è stata, negli ultimi anni, oggetto di alcuni importanti interventi legislativi che hanno modificato il rapporto tra produttore e consumatore.

### La “legge di orientamento e modernizzazione del settore agricolo” (d. lgs n. 228 del 5 marzo 2001)
Il successo che sta riscuotendo il rinnovato modello di vendita diretta dei prodotti agricoli esprime in modo compiuto il diverso atteggiamento assunto dall'imprenditore agricolo verso il mercato e le opportunità che esso presenta e conferma il crescente interesse del cittadino consumatore che trova nel rapporto diretto con la produzione la condizione ideale per garantirsi prodotti agricoli che abbiano un diretto legame con il territorio di produzione. Il punto d'incontro fra domanda e offerta, depurato da una serie di passaggi intermedi, consente all'imprenditore una più adeguata remunerazione del proprio lavoro e al consumatore l'acquisto di prodotti agricoli garantiti a prezzi più accessibili. L'impulso per questa nuova tipologia di vendita è stato dato dal decreto legislativo n. 228 del 18 maggio 2001, meglio conosciuto come “legge di orientamento e modernizzazione del settore agricolo”; la disciplina dettata da questa legge contiene profonde innovazioni rispetto alla precedente normativa ed in particolare per la prima volta si considera espressamente “attività agricola” la fornitura di servizi finalizzati alla valorizzazione del territorio e del patrimonio rurale da parte dell'azienda agricola e se ne riconosce pienamente la multifunzionalità. Tra le nuove disposizioni introdotte dal d. lgs n. 228/2001 in vigore dal 30/06/2001, si segnala la nuova formulazione dell'art. 2135 C.C. che ridefinisce la nozione di imprenditore agricolo, modificando in particolare l'individuazione delle attività connesse: “attività dirette alla manipolazione, conservazione, trasformazione, commercializzazione e valorizzazione che abbiano ad oggetto prodotti ottenuti prevalentemente dalla coltivazione del fondo o del bosco o dall'allevamento di animali, nonché le attività dirette alla fornitura di beni o servizi mediante l'utilizzazione prevalentemente di attrezzature o risorse dell'azienda normalmente impiegate nell'attività agricola esercitata, ivi comprese le attività di valorizzazione del territorio e del patrimonio rurale e forestale, ovvero di ricezione ed ospitalità come definite dalla legge”
Un'importante novità è rappresentata, inoltre, dalla semplificazione degli adempimenti richiesti per l'esercizio della vendita diretta al dettaglio di prodotti agricoli e zootecnici provenienti in misura prevalente dalla propria azienda, la cui disciplina è desumibile dall'articolo 4 del citato decreto.
La filiera corta (dal produttore al consumatore) sempre più rappresenta la formula commerciale privilegiata dagli imprenditori agricoli, in ragione degli indubbi vantaggi economici che ne derivano in particolare nel caso in cui si tratti di realtà produttive di piccole e medie dimensioni.

### Norme CE sulla sicurezza alimentare sono norme generiche e non legate espressamente al tema del km0
I modelli europei ed italiani di sicurezza alimentare sono regolati da una legislazione generale: il regolamento CE n. 178/2002 che stabilisce i requisiti generali della legislazione alimentare fissando le procedure nel campo della sicurezza. I recenti regolamenti comunitari costituenti il cosiddetto pacchetto igiene approfondiscono e precisano le tematiche della sicurezza alimentare e le modalità di applicazione del sistema HACCP (Hazard Analysis and Critical Control Points, Analisi dei rischi e controllo dei punti critici). Risultano quindi superate le normative comunitarie in materia di autocontrollo, basate sulla direttiva 93/43/CEE, abrogata dal regolamento (CE) 852/2004. Inoltre, l'applicazione del pacchetto igiene comporta l'abrogazione totale o parziale di numerose normative specifiche per diversi settori produttivi.

#### Libro bianco sulla sicurezza alimentare
Il 12 gennaio 2000 la Commissione europea presenta il Libro bianco della Commissione europea sulla sicurezza alimentare, proponendo di dare una priorità strategica fondamentale ispirata all'esigenza di garantire un elevato livello di sicurezza alimentare. La strategia è incentrata su cinque elementi chiave:
- la costituzione di un'autorità alimentare indipendente;
- l'istituzione di un nuovo quadro giuridico, a livello comunitario, che coprirà l'intera catena alimentare, compresa la produzione di mangimi per animali;
- l'elaborazione di un quadro comunitario per lo sviluppo e la gestione di sistemi di controllo nazionale;
- l'incoraggiamento del coinvolgimento dei consumatori nella nuova politica di sicurezza alimentare favorendo il dialogo e l'informazione, con attenzione alle preoccupazioni in tema di sicurezza alimentare ma anche sull'importanza di una dieta equilibrata e sulle ripercussioni a livello sanitario;
- promuovere gli sviluppi europei in materia di sicurezza alimentare nei contesti internazionali, attraverso i partner commerciali e le organizzazioni internazionali (Codex Alimentarius, Comitato SPS).

## Critiche

### Commercio equo
Secondo i ricercatori Oxfam, ci sono molti altri aspetti della lavorazione agricola e della filiera alimentare che contribuiscono anche alle emissioni di gas serra che non vengono presi in considerazione dalle semplici misurazioni "food miles". Si possono ottenere vantaggi migliorando i mezzi di sussistenza nei paesi poveri attraverso lo sviluppo agricolo. I piccoli agricoltori nei paesi poveri possono spesso migliorare il loro reddito e il loro tenore di vita se possono vendere a mercati di esportazione lontani per prodotti orticoli di valore superiore, allontanandosi dall'agricoltura di sussistenza della produzione di colture di base per il proprio consumo o mercati locali. 
Tuttavia, le esportazioni dai paesi poveri non sempre vanno a vantaggio dei poveri. A meno che il prodotto non abbia un'etichetta di certificazione Fairtrade, o un'etichetta di un altro schema solido e indipendente, le esportazioni alimentari potrebbero peggiorare la situazione. Solo una piccolissima percentuale di quanto pagano gli importatori finirà nelle mani dei lavoratori delle piantagioni. I salari sono spesso molto bassi e le condizioni di lavoro pessime e talvolta pericolose. A volte il cibo coltivato per l'esportazione occupa la terra che era stata utilizzata per coltivare cibo per il consumo locale, quindi la gente del posto può soffrire la fame.

### Energia utilizzata nella produzione e nei trasporti

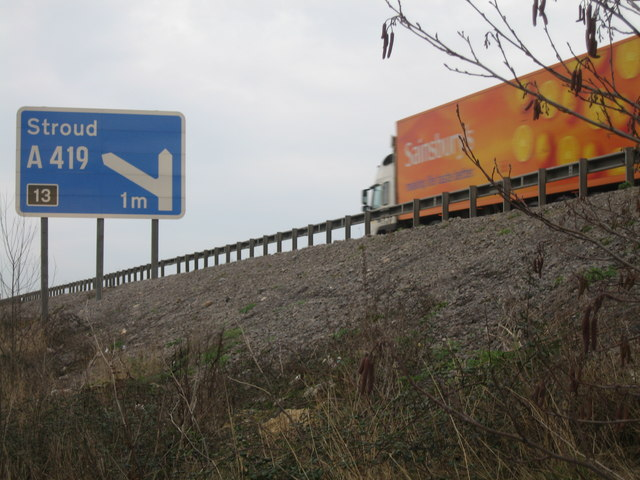
Un camion che trasporta alimentari. Un miglio alimentare è la distanza che il cibo percorre dal punto di produzione all'utente finale. L'idea di miglia alimentari è stata coniata nel 1990 dal professor Tim Lang.

I ricercatori affermano che una valutazione ambientale più completa del cibo che i consumatori acquistano deve tenere conto di come il cibo è stato prodotto e dell'energia utilizzata nella sua produzione. Un caso di studio del 2007 del Dipartimento per l'ambiente, l'alimentazione e gli affari rurali (DEFRA) ha indicato che i pomodori coltivati in Spagna e trasportati nel Regno Unito potrebbero avere un'impronta carbonica inferiore in termini di energia rispetto alle serre riscaldate nel Regno Unito.
Secondo uno studio del 2008 degli ingegneri Christopher Weber e H. Scott Matthews della Carnegie Mellon University, di tutti i gas serra emessi dall'industria alimentare, solo il 4% proviene dal trasporto degli alimenti dai produttori ai rivenditori. Lo studio ha anche concluso che l'adozione di una dieta vegetariana, anche se il cibo vegetariano viene trasportato su distanze molto lunghe, riduce le emissioni di gas serra molto di più rispetto a una dieta coltivata localmente.
Studi del Dr. Christopher Weber sull'impronta di carbonio totale della produzione alimentare negli Stati Uniti hanno dimostrato che il trasporto ha un'importanza minore, rispetto alle emissioni di carbonio derivanti dalla produzione di pesticidi e fertilizzanti e al carburante richiesto dalle attrezzature agricole e per la lavorazione degli alimenti.
L'agricoltura su larga scala riduce i costi unitari associati alla produzione e al trasporto di cibo, portando a una maggiore efficienza e a un minor consumo di energia per chilogrammo di cibo grazie alle economie di scala. Ricerche della Justus Liebig University Giessen mostrano che le piccole operazioni di produzione alimentare possono causare un impatto ambientale ancora maggiore rispetto alle operazioni più grandi in termini di consumo di energia per chilogrammo, anche se le miglia alimentari sono inferiori. Casi di studio di agnello, manzo, vino, mele, succhi di frutta e carne di maiale mostrano che il concetto di miglia alimentari è troppo riduttivo per tenere conto di tutti i fattori della produzione alimentare.

### Miglia alimentari "locali"
Un elemento comunemente ignorato è l'ultimo miglio (last mile). Ad esempio, un gallone di benzina potrebbe trasportare 5 kg di carne su 60.000 miglia (97.000 km) su strada (40 tonnellate a 8 miglia per gallone) nel trasporto alla rinfusa ("bulk cargo" in inglese, ossia merce trasportata non imballata in grandi quantità), oppure potrebbe trasportare un singolo consumatore solo 30 o 40 miglia (64 km) a comprare quella carne. Pertanto, gli alimenti provenienti da una fattoria lontana che vengono trasportati alla rinfusa in un negozio vicino al consumatore possono avere un'impronta inferiore rispetto agli alimenti che un consumatore preleva direttamente da un'azienda agricola che si trova a breve distanza in auto ma più lontana del negozio. Ciò può significare che le consegne di cibo a domicilio da parte delle aziende possono ridurre le emissioni di carbonio o il consumo di energia rispetto alle normali pratiche di acquisto. Distanze relative e modalità di trasporto rendono complicato questo calcolo. Ad esempio, i consumatori possono ridurre significativamente l'impronta di carbonio dell'ultimo miglio camminando, andando in bicicletta o prendendo i mezzi pubblici. Un altro impatto è dato dal fatto che le merci trasportate da grandi navi su distanze molto lunghe possono avere emissioni di carbonio associate o un consumo di energia inferiori rispetto alle stesse merci che viaggiano su camion su distanze molto più brevi. 

## Analisi del ciclo di vita piuttosto che delle miglia alimentari
L'analisi del ciclo di vita, una tecnica che combina un'ampia gamma di criteri ambientali diversi tra cui emissioni e rifiuti, è un modo più olistico per valutare il reale impatto ambientale del cibo che vien consumato. La tecnica tiene conto dell'input e dell'output di energia coinvolti nella produzione, lavorazione, confezionamento e trasporto degli alimenti. Inoltre, tiene conto dell'esaurimento delle risorse, dell'inquinamento dell'aria e dell'acqua e della produzione di rifiuti solidi urbani. 
Diverse organizzazioni stanno sviluppando metodi per calcolare il costo del carbonio o l'impatto sul ciclo di vita del cibo e dell'agricoltura.
Anche un'analisi completa del ciclo di vita tiene conto solo degli effetti ambientali della produzione e del consumo di cibo. Tuttavia, è uno dei tre pilastri ampiamente condivisi dello sviluppo sostenibile, vale a dire ambientale, sociale ed economico.